# Amphipyra postpallida
Amphipyra postpallida är en fjärilsart som beskrevs av Embrik Strand 1921. Amphipyra postpallida ingår i släktet Amphipyra och familjen nattflyn. Inga underarter finns listade i Catalogue of Life.